# Palais Miller-Aichholz
Das Palais Miller-Aichholz in der Prinz-Eugen-Straße 28 (ehemals Heugasse 30) im 4. Wiener Gemeindebezirk Wieden wurde von 1877 bis 1880 nach Plänen von Andreas Streit in unmittelbarer Nähe des Palais Albert Rothschild für den Industriellen, Kunstliebhaber und Lebemann Eugen von Miller zu Aichholz errichtet.

## Geschichte
Eugen von Miller zu Aichholz' Vater Josef von Miller zu Aichholz war als Zuckerindustrieller zu Reichtum und (1865) Nobilitierung gelangt; auch an der Tonwaren-, Textil- und Papierfabrikation war er beteiligt.
Wie schon er, so verbanden auch seine Söhne Viktor, Vinzenz und Eugen geschäftliche Interessen mit Kunstsinn. Eugen, ein lebenslanger Junggeselle, war ein begeisterter Kunstsammler. Sein Palais war ganz der Zurschaustellung seiner Prunkstücke gewidmet. So diente das prächtige Stiegenhaus dem Zwecke, drei Kolossalgemälde Giovanni Battista Tiepolos zur Geltung zu bringen.
Nach Eugens Tod im Jahre 1919 wurde das Gebäude samt seiner Kunstschätze vom Industriellen und Spekulanten Camillo Castiglioni gekauft. Castiglioni, ein Pionier der Luftfahrtindustrie und Kriegslieferant, spielte bis 1924 eine bedeutende und umstrittene Rolle im Wirtschaftsleben des klein gewordenen Österreich. Er versuchte aber auch, die traditionelle Mäzenatenrolle des jüdischen Großbürgertums wahrzunehmen. So finanzierte er das Theater in der Josefstadt und die Salzburger Festspiele. Nach dem Zusammenbruch seines Finanzimperiums musste Castiglioni Kunstwerke aus seinem Palais verkaufen bzw. verpfänden. Die drei Tiepolo-Gemälde aus dem Stiegenhaus gingen beispielsweise über die Familie Mendl (Besitzer der Ankerbrot Werke) ans Metropolitan Museum of Art in New York.
1938 wurde das Palais „arisiert“ und zur Arbeitsstätte des Reichsarchitekten Hanns Dustmann, der dort monumentale Planungen für ein Wien nach dem „Endsieg“ entwarf.
Im Zweiten Weltkrieg wurde das Palais nur leicht beschädigt. 1945 wurde es von der sowjetischen Besatzungsmacht als „Deutsches Eigentum“ beschlagnahmt.
Nach 1955 gab es in Österreich offenkundig keine Interessenten für einen solchen repräsentativen Bau und das Palais wurde 1961 abgerissen. Heute steht ein architektonisch unbedeutendes Wohnhaus an seiner Stelle.